# Valentín Silva Melero
Valentín Silva Menero (Oviedo, 21 de julio de 1905-Oviedo, 25 de junio de 1982) fue un jurista y político español, catedrático y rector de Universidad de Oviedo, procurador en Cortes, senador y presidente del Tribunal Supremo.

## Biografía
Valentín Silva Menero nació en Oviedo el 21 de julio de 1905. Estudió Derecho en la Universidad de esta ciudad. Obtuvo el doctorado por la Universidad Central de Madrid, y amplió estudios en Alemania.
Fue catedrático de Derecho Procesal de las universidades de Sevilla y Murcia y de Derecho Penal de la Universidad de Oviedo desde 1940. Fue el fundador del Seminario de Estudios Sociales dentro de la Facultad de Derecho (1942), que en 1944 se elevó al rango de Escuela Social de Oviedo.
Entre 1954 y 1960 Silva Menero fue rector de la Universidad de Oviedo, y en calidad de tal fue nombrado procurador en las Cortes franquistas y director del Instituto de Estudios Asturianos.
Valentín Silva Menero fue nombrado presidente del Tribunal Supremo en 1973. En 1977 fue nombrado senador por designación real en las primeras Cortes de la recién recobrada democracia, y dimitió del cargo de presidente del Tribunal Supremo por la incompatibilidad en la que incurría.
Falleció en Oviedo el 25 de junio de 1982.
| Predecesor: Francisco Ruiz-Jarabo | Presidente del Tribunal Supremo 1973 - 1977 | Sucesor: Ángel Escudero del Corral |